# Võ Văn Kiệt
Võ Văn Kiệt (ur. 23 listopada 1922 w Vĩnh Long, zm. 11 czerwca 2008 w Singapurze) – wietnamski polityk, od marca 1988 do czerwca 1988 p.o. i od sierpnia 1991 do września 1997 premier Wietnamu.
Urodził się w chłopskiej rodzinie jako Phan Văn Hòa. Nazwisko Võ Văn Kiệt przybrał w 1939 roku, kiedy wstąpił do Komunistycznej Partii Indochin. Używał również pseudonimu Sau Dan. 
W czasie I wojny indochińskiej walczył z Francuzami jako członek Việt Minhu. Po konferencji genewskiej, w wyniku której Wietnam został podzielony, został komisarzem politycznym partii w Sajgonie. Od 1972 roku był członkiem Komitetu Centralnego Komunistycznej Partii Wietnamu. Podczas wojny wietnamskiej był oficerem politycznym Narodowego Frontu Wyzwolenia Wietnamu Południowego. Po zakończeniu wojny, w latach 1976-1982 kierował partią komunistyczną w mieście Ho Chi Minh.
Był odpowiedzialny za wprowadzenie gospodarki socjalistycznej w Ho Chi Minh, ale był zwolennikiem wolnego, stopniowego wprowadzania reforma, a także wspierał swobodę gospodarczą. Z tego względu został odwołany ze stanowiska i przeniesiony do Hanoi. 
Od kwietnia 1982 do marca 1988 był szefem Państwowej Komisji Planowania Gospodarczego. W 1987 roku został wicepremierem, a w 1988 roku po nagłej śmierci Phạm Hùnga, pełnił obowiązki premiera. W 1991 roku został wybrany przez Zgromadzenie Narodowe na stanowisko premiera. 
Võ Văn Kiệt, jako premier wznowił stosunki dyplomatyczne z wieloma krajami, w tym, w 1995 roku, ze Stanami Zjednoczonymi. Był zwolennikiem współpracy z dysydentami, wysłuchiwania opinii opozycji oraz wspierania wolnej prasy. Do przejścia na emeryturę w 2001 roku pełnił funkcję doradcy Komitetu Centralnego partii komunistycznej. 
Był dwukrotnie żonaty, jego pierwsza żona oraz dzieci zginęły podczas amerykańskiego bombardowania w czasie wojny wietnamskiej. Druga żona Phan Luong Cam była naukowcem. Zmarł wieku 85 lat, w szpitalu w Singapurze, do którego trafił po udarze mózgu.